# Insecure
Insecure è una serie televisiva statunitense basata in parte sull'acclamata web series di Issa Rae Awkward Black Girl. La serie è stata trasmessa il 9 ottobre 2016. È stata creata da Rae e Larry Wilmoe, ed ha debuttato online con il primo episodio rilasciato il 23 settembre 2016 sui servizi on demand HBO Now e HBO Go, prima di essere trasmesso settimanalmente su HBO dal 9 ottobre 2016. Il 14 novembre 2016 HBO ha rinnova la serie per una seconda stagione, composta sempre da 8 episodi, trasmessa il 23 luglio 2017. L'8 agosto 2017, HBO ha rinnovato la serie per una terza stagione, che è stata trasmessa il 12 agosto 2018.
Fin dalla prima puntata, la serie ha ricevuto il consenso della critica. Nel 2017, l'American Film Institute lo ha selezionato come uno dei primi 10 programmi televisivi dell'anno. Per la sua performance in Insecure, Rae ha ottenuto due nomination ai Golden Globe come Miglior attrice in una serie commedia o musicale, nel 2017 e 2018, oltre a una nomination agli Emmy come Migliore attrice protagonista in una serie comica.
In Italia, la prima stagione della serie è stata trasmessa dal 15 maggio 2017 sul canale satellitare Sky Atlantic, mentre dalla seconda alla quinta stagione è stata pubblicata interamente su Sky Box Sets.

## Trama
La prima stagione di otto episodi esplora le esperienze di una donna di colore dal punto delle due protagoniste femminili, Issa (Issa Rae) e Molly (Yvonne Orji), migliori amiche fin dai tempi dell'università a Stanford. Hanno entrambe poco più di una ventina di anni, e stanno iniziando ad esplorare le esperienze di carriera e relazionali. Issa lavora in un istituto senza scopo di lucro che avvantaggia gli studenti di colore delle scuole medie. Inoltre, Issa ha una relazione a lungo termine con Lawrence (Jay Ellis). Molly è un avvocato aziendale di successo, ma ha difficoltà nel frequentare gli uomini. La serie esplora temi sociali e razziali che riguardano la vita del nero contemporaneo.

## Episodi
| Stagione         | Episodi | Prima TV USA | Prima TV Italia |
| ---------------- | ------- | ------------ | --------------- |
| Prima stagione   | 8       | 2016         | 2017            |
| Seconda stagione | 8       | 2017         | 2018            |
| Terza stagione   | 8       | 2018         | 2019            |
| Quarta stagione  | 10      | 2020         | 2020            |
| Quinta stagione  | 10      | 2021         | 2021            |

## Personaggi e interpreti

### Personaggi principali
- Issa Dee (stagioni 1-5), interpretata da Issa Rae, doppiata da Alessia Amendola.
Una donna di colore di 29 anni che lavora nell'organizzazione no-profit chiamata We Got Y'all.
- Martin Lawrence Walker (stagioni 1-5),[15] interpretato da Jay Ellis, doppiato da Andrea Mete.
Ex fidanzato di Issa.
- Molly Carter (stagioni 1-5), interpretata da Yvonne Orji, doppiata da Chiara Gioncardi.
Migliore amica di Issa e avvocato.
- Frieda (stagioni 1-3; guest stagione 5), interpretata da Lisa Joyce, doppiata da Ludovica Bebi.
Ex collega di Issa, direttrice dello studio per gli studenti di We Got Y'all.
- Kelli Prenny (stagioni 2-5; ricorrente stagione 1),[16] interpretata da Natasha Rothwell.
Amica di Issa e contabile.
- Tiffany DuBois (stagioni 2-5; ricorrente stagione 1), interpretata da Amanda Seales.
- Daniel King (stagioni 2-3; ricorrente stagione 1), interpretato da Y'lan Noel.
- Andrew (stagione 4; ricorrente stagione 3), interpretato da Alexander Hodge.
- Nathan Campbell (stagioni 4-5; ricorrente stagione 3), interpretato da Kendrick Sampson.
- Taurean Jackson (stagione 5; ricorrente stagioni 3-4), interpretato da Leonard Robinson.
- Sequoia "Quoia" (stagione 5; ricorrente stagione 4), interpretata da Courtney Taylor.

### Personaggi ricorrenti
- Jared Oliver, interpretato da Langston Kerman, doppiato da Gabriele Sabatini.
- Diane Nakamura, interpretata da Maya Erskine, doppiata da Lucrezia Marricchi.
- Derek DuBois, interpretato da Wade Allain-Marcus.
- Joanne, interpretata da Catherine Curtin, doppiata da Paola Majano.
- Tasha, interpretata da Dominique Perry.
- Sarah, interpretata da Sujata Day.

## Produzione
Nel 2013, Rae ha iniziato a lavorare su un pilota per una serie comica (in cui avrebbe recitato) insieme a Larry Wilmore. La serie era progettata per raccontare le esperienze imbarazzanti di una moderna donna afro-americana; la coppia infine ha optato per l'attuale titolo di Insecure. HBO scelse il pilota all'inizio del 2015 e successivamente iniziarono la produzione.
Alla sessione del 2016 della HBO della Television Critics Association, dove ha partecipato Rae, lo showrunner Prentice Penny e la produttrice esecutiva Melina Matsoukas, Rae ha spiegato che la serie esaminerà "la complessità dell''essere nero' e la realtà che non si può evitare quando si è neri." Rae ha anche dichiarato, per quanto riguarda la potenziale reazione mainstream alla serie: "Stiamo solo cercando di comunicare che con le persone di colore ci si può facilmente immedesimare. Non è una storia finta. Si tratta di persone normali che vivono la loro vita." Raphael Saadiq ha creato la musica per la prima stagione. La cantautrice Solange Knowles era la consulente musicale; è stata presentata a Rae da Matsoukas, che ha diretto il video musicale per la canzone di Knowles Losing You.

## Premi e riconoscimenti
Dal 2016 la serie televisiva e i suoi attori sono stati nominati per alcuni premi di eventi importanti come African-American Film Critics Association (AAFCA), Golden Globe, Image Award, Vision Award e Gay and Lesbian Entertainment Critics Association.
Il totale dei premi vinti è 1 su 9 nomination, che comprende 1 premio per la serie televisiva.
- 2016 - African-American Film Critics Association (AAFCA)
  - 4º posto nella Top 10 dei programmi televisivi
- 2017 - Golden Globe
  - Nomination per la Miglior attrice protagonista in una serie televisiva - musicale o commedia a Issa Rae
- 2017 - Image Award
  - Nomination per la Miglior commedia televisiva
  - Nomination per la Miglior attrice in una commedia televisiva a Issa Rae
  - Nomination per la Miglior attrice non protagonista in una commedia televisiva a Yvonne Orji
  - Nomination per la Migliore storia in una commedia televisiva a Issa Rae, Larry Wilmore e Prentince Penny
  - Nomination per la Miglior regia a Melina Matsoukas
- 2017 - Vision Award
  - Nomination per la Miglior commedia televisiva
  - Nomination per la Miglior attrice protagonista in una commedia televisiva a Issa Rae
- 2017 - Gay and Lesbian Entertainment Critics Association
  - Nomination per la Miglior commedia televisiva dell'anno